# Taha Şahin
Muhammet Taha Şahin (* 22. Oktober 2000 im Üsküdar) ist ein türkischer Fußballspieler.

## Karriere

### Verein
Şahin begann seine Karriere 2012 in der Jugendverein von Fenerbahçe Istanbul. Nach einem Jahr wechselte er zur Jugend von Kasımpaşa Istanbul, wo er bis 2019 spielte. Im selben Jahr schloss er sich dem Drittligisten 68 Yeni Aksarayspor an. Im Januar 2021 wechselte Şahin zu Manisa FK, wo er zunächst für ein halbes Jahr an Aksaray ausgeliehen wurde. Sommer 2023 unterschrieb er beim Süper-Lig-Klub Çaykur Rizespor.

### Nationalmannschaft
Şahin wurde 2022 in die U23-Nationalmannschaft der Türkei berufen und nahm an den Islamischen Solidaritätsspielen 2021 teil. Im März 2025 wurde er erstmals für die 
türkische A-Nationalmannschaft nominiert. Sein Debüt feierte er im Rahmen der UEFA Nations League Playoffs gegen 
Ungarn.